# Наблюдаема вселена
Наблюдаемата вселена (също така метагалактика или видима вселена) е част от вселената, достъпна за наблюдение със съвременните астрономически методи на изследване. Тя представлява съвкупност от звездни системи (галактики), достъпни за съвременните телескопи. С нарастването на мощта и силата на оптичните инструменти, може да се наблюдава все по-голяма част от метагалактиката.
Наблюда́емата вселена има малко по-различно значение, но до голяма степен се припокрива с това за метагалактика. Това е понятие от теорията за Големия взрив, описващо частта от вселената, явяваща се минало за наблюдателя. От гледна точка на пространството, това е област в която материята (в частност излъчването) е успяла за времето на съществуването на вселената да достигне до съвременното ни местоположение (в случая съвременната Земя). Същата тази теория предсказва, че вселената всъщност има много по-големи размери. Макар и грубо, наблюдаемата вселена може да се опише като кълбо с наблюдател в центъра. Като цяло вселената може да е или да не е сферична, но от наша гледна точка наблюдаемата вселена е.
Разликата между понятията наблюдаема вселена и метагалактика е, че при понятието наблюдаема вселена не се взимат предвид възможностите на съвременната апаратура, а принципно се разглежда, че е възможно светлина или други сигнали да достигнат наблюдател на земята.

## Обща маса
Масата на Наблюдаемата вселена може да бъде получена, като се пресметнат нейните плътност и обем.

### На базата на измерената плътност на материята
Плътността на Вселената се изчислява на базата на наблюденията на анизотропията на микровълновото фоново лъчение, геометрията на разпределението на галактичните свръхкупове, както и космологичния нуклеосинтез.
Тези наблюдения ни дават средна плътност на Вселената от {\displaystyle 3\times 10^{-27}\ {\textrm {kg}}/{{\textrm {m}}^{3}}}.
Радиусът на Вселената, ако я приемем за сфера, е приблизително равен на възрастта ̀и, умножена по скоростта на светлината, т.е. около {\displaystyle 1.4\times 10^{10}} св.г.. Плътността, умножена по обема, ни дава масата, или приблизително {\displaystyle 3\times 10^{52}{\textrm {kg}}}

### На базата на измерената плътност на звездите
Друг начин да се сметне масата на Вселената е да се оцени масата на всички звезди в нея. Измерената чрез Хъбъл средна звездна плътност е {\displaystyle n=10^{-9}} звезди/св.г.3. Съотнесено към обема на Вселената, това ни дава {\displaystyle N={\frac {4}{3}}\pi R_{universe}^{3}\times n={\frac {4}{3}}\pi (1.47\times 10^{10})^{3}\times 10^{-9}=9\times 10^{21}\approx 10^{22}} звезди.
Ако примем масата на Слънцето за средна звездна маса {\displaystyle \left({\mathcal {M}}_{\odot }=2\times 10^{30}\right)}, и умножим по така получения брой звезди във Вселената {\displaystyle \left(N=10^{22}\right)}, отново ще получим, че масата на Вселената е от порядъка на {\displaystyle 3\times 10^{52}kg}.
Фред Хойл оценява масата на Вселената, според теорията за стационарната Вселена, на {\displaystyle {\frac {4}{3}}\cdot \pi \cdot \rho \cdot \left({\frac {c}{H}}\right)^{3}}, или {\displaystyle {\frac {c^{3}}{2GH}}}, където H е константата на Хъбъл, G е гравитационната константа, а c е скоростта на светлината.